# 李游道
李游道（?—?），武周时代同鳳閣鸞臺平章事（宰相），出自趙郡李氏南祖，父刑部侍郎李叔慎。
692年正月十四，司刑卿、检校陕州刺史李游道被武则天任命为冬官尚書、同鳳閣鸞臺平章事。九月廿二，他和其他的宰相袁智弘、王璿、崔神基、李元素还有春官侍郎孔思元、益州长史任令輝，被酷吏王弘义诬陷。一起流放到了岭南。之后史书没有李游道的相关记载，《新唐书·宰相世系表》中称他的儿子李景宣曾兼臺州刺史。